# Coppa Bernocchi 1939
La Coppa Bernocchi 1939, ventunesima edizione della corsa, si svolse l'8 ottobre 1939 su un percorso di 100,5 km con partenza e arrivo a Legnano. Fu vinta dall'italiano Adolfo Leoni (Bianchi e A.S. Rieti), che terminò la gara in 2h31'45", alla media di 33,758 km/h, precedendo i connazionali Fausto Coppi e Pierino Favalli.
Organizzata dell'Unione Sportiva Legnanese, la prova, aperta a professionisti e indipendenti, si svolse su un circuito di 6,7 km da percorrere 15 volte; il chilometraggio fu di soli 100,5 km, sostanzialmente dimezzato rispetto al consueto, per volere dell'Unione Velocipedistica Italiana. Giunsero al traguardo 32 ciclisti dei 35 al via (45 furono gli iscritti). Nel corso della prova si mise in luce il ventenne Fausto Coppi, animatore dell'attacco decisivo con Leoni e secondo classificato al traguardo (primo degli indipendenti), citato l'indomani nella cronaca dal Littoriale come «ragazzo (...) che ogni giorno di più si afferma come campione di avvenire».

## Ordine d'arrivo (Top 10)
| Pos. | Corridore             | Squadra              | Tempo        |
| ---- | --------------------- | -------------------- | ------------ |
| 1    | Adolfo Leoni          | Bianchi              | 2h31'45"     |
| 2    | Fausto Coppi          | Dopol. Tortona       | a 4 macchine |
| 3    | Pierino Favalli       | Legnano              | a 32"        |
| 4    | Glauco Servadei       | Ganna                | a 40"        |
| 5    | Guido Pollini         | ?                    | s.t.         |
| 6    | Giovanni Bisio        | Dopolav. Novi        | s.t.         |
| 7    | Serafino Santambrogio | U.S. Azzini          | s.t.         |
| 8    | Pietro Rimoldi        | Olympia              | s.t.         |
| 9    | 18 ciclisti ex aequo  | 18 ciclisti ex aequo | s.t.         |